# マイヤー・ランスキー
マイヤー・ランスキー（英語: Meyer Lansky, 1902年7月4日 - 1983年1月15日）は、アメリカ合衆国で活動したユダヤ系ロシア人のギャング。本名はマイェル・スホフラニスキ(Majer Suchowlański)。ルチアーノらマフィアの財政顧問。

## 生涯

### 若年期
当時ロシア帝国領だったグロドノ（現在のベラルーシ、フロドナ）でポーランド系ユダヤ人の両親の間に生まれる。1911年、一家で渡米し、ニューヨークのブルックリンのブラウンズヴィル、次いでマンハッタンのロウアー・イースト・サイドのグランドストリートに住んだ。1916年頃、不良グループのボスだったラッキー・ルチアーノに用心棒代を払うのを拒否して喧嘩し、以後友達となった。父に薦められ機械工の見習いとなったが2年で辞め、アイルランド移民の少年仲間とクラップスなどのサイコロ賭博をやっていた。1921年頃、ゴールド・ダスト・ツインズというユダヤ人ギャング団に入り、"バグジー"・シーゲルと知り合った。車を使った窃盗団を組織し、近所の商店や金貸し屋をゆすっては商品を強奪して転売し、他のストリートギャングに恐れられた（バグズ＆メイヤーギャング）。ウイリアムズバーグ・ブリッジの下にあった倉庫に盗難車を蓄え ギャングに貸し出した。

### 禁酒法時代
1920年代初期は、シーゲルと共に密輸ギャングのルイス・"ダッチ"・ゴールドバーグなどの元で酒の密輸トラックの武装ガードマンを務め、ニューヨークからシカゴまで酒を運んでいた。やがて他の密輸トラックを襲って酒を横取りし、非合法の酒取引所で転売して稼いだ。彼らを雇っていたフランク・コステロの紹介でアーノルド・ロススタインに認められ、自ら密輸ビジネスに参入した。ルチアーノらと酒輸送ネットワークの一員になり、規模を拡大した。ワキシー・ゴードンらとロススタイン配下のスコットランドの蒸留酒業者との間の配送ルートを確立した。偽造スタンプ工場の設立からラベル印刷、輸送トラック・貨物船の購入まで密輸稼業を本格化させ、売りさばいて得た莫大な収入を、地下賭博場の設立や政治家・警官の買収に当てた。1920年代中頃、サム・ブロンフマン一味のカナダ産酒を海上ルートで密輸入し、東海岸の密輸グループ「ビッグセブン」の一角を占めた。1928年ロススタインが死ぬとその賭博興行の利権を受け継いだ。ルイス・"レプケ"・バカルター、エイブ・レルズと知り合うと、麻薬ビジネスにも手を染めた（賭博に専念するため程なく離脱したとされる）。

### 全米犯罪シンジケート
1930年のカステランマレーゼ戦争ではサルヴァトーレ・マランツァーノに顔を知られていない無名のユダヤ系殺し屋を集めてルチアーノの対「口髭ピート」抗争を手助けした。1931年、ルチアーノがニューヨーク・マフィアを制すると、ルイス・バカルターやシーゲルと共にマーダー・インクの設立に関わった（一説にランスキーの発案ともいう）。アイルランド系、ユダヤ系、イタリア系ギャングの横の連携に努め、1934年にウォルドルフ＝アストリアでジョニー・トリオらと全米犯罪シンジケートを立ち上げた。

### ギャンブル事業の拡張

#### 南下政策
故ロススタインが深く関わっていた賭博リゾート、サラトガスプリングスでコステロらと共に違法賭博のノウハウを学び、1933年の「禁酒法」廃止と前後してニューヨークの外に進出した。ケンタッキー、フロリダ、ニューオリンズ、西海岸などに次々とヤミ賭博の拠点を作った。カーペットジョイント（高級賭博クラブ）が事業の中核だったが、競馬やドッグレースも手掛け、私設馬券場、競馬通信社を支配した。シーゲルを西部に派遣しロサンゼルスに拠点を作り、ネバダ州の賭博合法化によりラスベガスにも進出を開始した。1938年、当局の手が及ばないキューバに目をつけ、バティスタ政権に賄賂（一説に300万ドル）を送って賭博リゾートの利権を独占した。トラフィカンテJrやカルロス・マルセロら全米のギャング仲間と儲けを分かち合った。儲けた金はスイスのダミー会社に送金、資金洗浄した（マネーロンダリング）。

#### 選挙協力と合法偽装
1938年、フランク・コステロとランスキーは25万ドルの秘密基金を作り、同年ニューヨーク州知事に出馬したトーマス・デューイの選挙資金を負担したと言われる。彼は選挙資金としてその金を受け入れ、その年の選挙には敗れたが、それから二度と彼らの脅威にならなかったという。1944年のデューイの大統領選挙出馬でも資金援助したとされる。
第二次大戦中、米国国内のドイツのスパイ工作に対抗するアンダーワールド作戦への関与を通じてOSS（CIAの前身）とのコネを築いた。またルーズベルト大統領とキューバのバティスタ大統領との会談をセッティングしたと言われる。のちマイアミやキューバ、バハマなどカリビアン諸国に投資会社を多数設立してヤミ資金の流れをかく乱し、トーマス・デューイなど著名な政界OBを会社の重役に据えて合法偽装した。

#### フラミンゴ・ホテルとラスベガス
フラミンゴの建設プロジェクトにシーゲルを任命したが、戦時中の資機材の高騰や建設の遅延、シーゲルの気まぐれな設計変更等で建設は難航した。シーゲル自身の放蕩などで数百万ドルの資金を溶かしたとされ、シーゲルは責任を取らされて1947年に暗殺されたが、シーゲルにプロジェクトを委ねたランスキーにも制裁があったと噂された。戦後状況が好転し、人気リゾートとして成功した1950年代には、フラミンゴやサンズなどホテル賭博の上がりを大胆な手法で脱税・ピンハネした。

#### キューバの成功と失敗

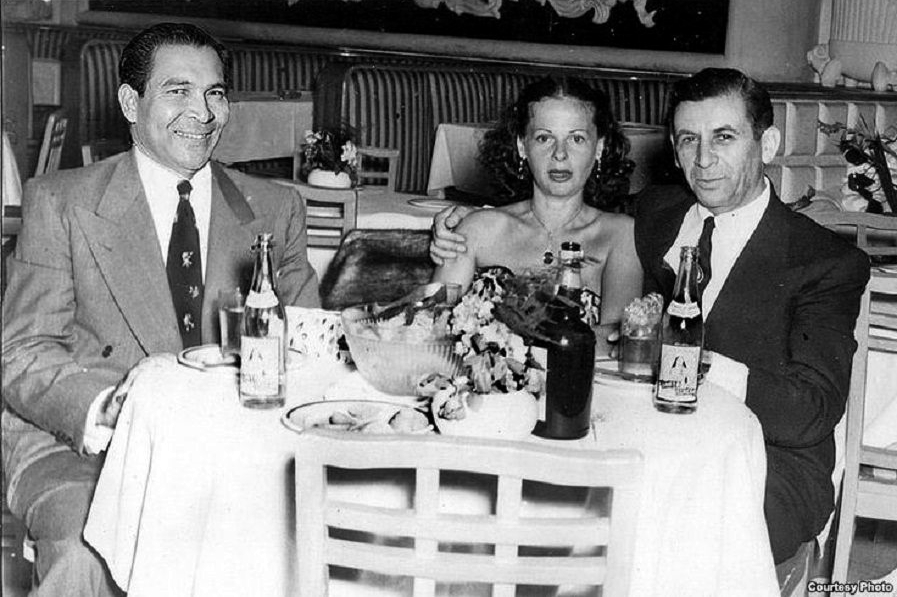
バティスタ（左）とランスキー夫妻

1951年のキーファーバー委員会でコステロらマフィアの大物が次々と狙われる中、「小物」と見なされ、1952年にサラトガの違法賭博で3ヶ月の禁固刑を受けた。同年マイアミ北部のハレンダール市に移住した。1952年、キューバのバティスタが軍事クーデターを仕掛けた際、クーデターの準備に資金協力し、バティスタ政権の賭博政策のアドバイザーとなった。1950年代後半キューバに独自の拠点を作ろうとしたニューヨークマフィアのアナスタシア一家のボス、アルバート・アナスタシアと衝突するとコステロ一家のヴィト・ジェノヴェーゼと結託した。
1959年1月、カストロの革命政権が誕生するとキューバに莫大な資産を残してマイアミに逃げ帰った。虎の子のホテルリヴィエラは没収され、一説に1600万ドルを損したという。帰米してすぐFBIと接触し、カストロ打倒その他状況の打開を訴えた。
1959年2月、シンジケート仲間のアブナー・ツヴィルマンが自宅で首つり死体で発見され、警察は自殺と結論付けたが、FBIはランスキーが首謀したと信じた。同年9月、ジェノヴェーゼ一家幹部アンソニー・カルファノが暗殺されたが、収監中のジェノベーゼと殺害を共謀し、そのフロリダのタンパ市のカジノを奪ったとの説がある。

#### バハマ投資
1950年代よりバハマ諸島に進出を開始し、ウォール街の投資家ウォレス・グローブスやカナダ人ルー・チェスラーらを動かしてバハマ支配政党PLPからカジノの独占権を得ると、組織的なキックバックや集団ローン手法でカジノの上がりを掠め取り、これをニューヨークマフィア他全米ギャングに分配した。1960年代後半、キューバの革命暴動を予測できなかった反省から政治腐敗化したバハマの与党PLPを、スキャンダル汚職の暴露を通じて政権から追い落とし、賭博ライセンスの政治的保証と引き換えに野党のピンデリングの政権樹立に協力した。

#### ユダヤ人脈
禁酒法時代のランスキーの協力者はニューヨーク地元のユダヤ人脈に限られ、そのほとんどは街の愚連隊上がりの便利屋風情だった。全米に進出した1930年代後半より賭博興行のノウハウを持ったキャリアを増やし、プロジェクトごとに少数精鋭の賭博チームを率いたと推定されるが、具体的なオペレーションは闇に包まれている。ランスキーの長年の仲間では、ラスヴェガスのフラミンゴホテル建設でランスキーの手足となって動いたモー・セドウェイ、イスラエルに帰化を果たし、ランスキーの帰化に尽力した"ドク"・スタチャーなどがいた。

### 私生活
1928年9月に国籍を取得した。1929年9月にアンナ・シトロンと結婚したが、1946年に離婚した。1948年12月にセルマ・シアー（テディ）と再婚した。アンナとの間に3人の子供をもうけた。「家族思いの男」で、離婚した元妻とも良好な関係を続け、親戚やナイトクラブを除いて、妻以外の女性と歩いているのを一回も目撃されなかった。次男ポールはエリート軍人の登竜門である名門ウェストポイントを卒業し、陸軍士官になった（FBIレポート）。

### 晩年
1960年代、ギャンブル、ホテル・ゴルフコースへの投資などで3億ドルを儲けたと言われる。1960年代からFBIのターゲットとなっていたが、1970年に脱税容疑を受けてイスラエルに逃亡した。2年後、帰化申請が却下され、国外追放されると、アメリカ政府は訪問先の中南米諸国にランスキーを入国させないように圧力をかけた。アメリカに強制送還されたが保釈された。1976年に病気と老齢を理由に告訴は取り下げられ、FBIはランスキーの身辺調査を中止した。
マイアミの閑静な隠れ家で質素に暮らし、1983年1月15日、肺癌で死去した。
3億ドル以上の資産を残したと言われたが、本人名義の資産は5万7千ドル（鑑定額）で、彼の死後に遺族が発見したのは手紙類、200ページの手書き人生メモ、裁判書類、詩集コピーなどで、スイスバンク口座も札束の塊も発見されなかった。「資産を持たず資産を持った部下を持った」などと言われた。妻テディの死後、孫たちの間で「失われた資産」探しが始まったが、いまだに見つかっていない。

## 組織上の立場
ヴィンセント・テレサ（ニューイングランド一家所属）によれば、ランスキーはラスベガス等のギャンブルで全米のコーサ・ノストラの組織を儲けさせているが、あくまでコーサ・ノストラの代理人としてのそれであり、代理人として正直に振舞っている上では役に立つが、そうでなければいつでも消される立場にあるとしている。またアンソニー・サレルノ（ジェノヴェーゼ一家）は、ランスキーの死に際し、「ジェノヴェーゼ一家のワークスタッフに過ぎない。何をやるにもヴィンセント・アロ（ジェノヴェーゼ一家）を通さなければならず、独立した権力もなかった」とFBIに語った。これらマフィアの内部証言者2人とも、世間に定着した「暗黒街の大物」「闇社会の帝王」のイメージを否定した。

## 「大富豪」の虚実

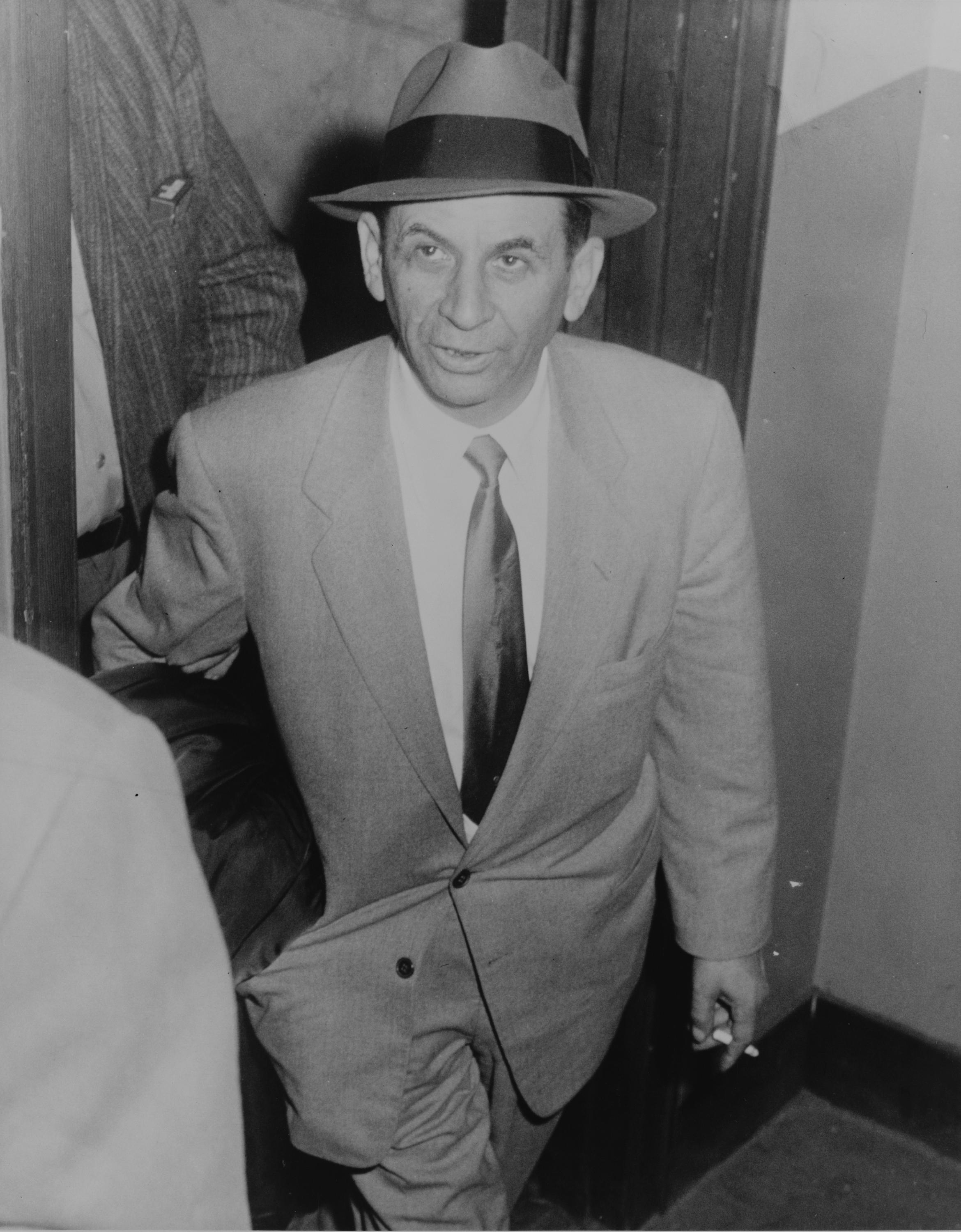
出頭するランスキー（1958年）

FBIの盗聴記録から、「生活の必要は自分から多くのものを奪った」、「戦争で大金持ちになった人々がいるが、彼らは職を持つべきではない」などと、富豪と思えないような発言（愚痴）を繰り返していたことが判明した。息子の手術代を払えずヴィンセント・アロに用立ててもらったエピソードも後になって露見した。晩年に滞在したイスラエルでのテレビインタビューではマスコミで言われている「3億ドルの資産」を真っ向から否定した。彼の質素な生活が、謙虚なライフスタイルの反映でも富豪のイメージを隠す偽装でもなく、実際の財政状態を表していたのではないかとの指摘もある。
ランスキーが資産家でなかったことを裏書きする逸話としてランスキー死後残された息子のエピソードがある。「マフィアのマスターマインド、ランスキーの息子バディが貧窮状態にある」と題した新聞記事は、ランスキーの先妻の子供3人のうち長男ベンジャミン（バディ）が生まれながらの身体障害者で養護施設に入っていたが、医療費用を払えず、安い施設に移らざるを得なくなった窮状を伝えている。記事によれば、ランスキーは収入の65％を息子の医療費用のために残したが、オハイオ・ミシガンの石油ロイヤリティ以外の収入はなく、1985年には満足に医療費用を払えないことが判明し、支払いが滞った。昔のランスキーの友人が助けてくれたがそれも途中で止まり、安い施設に移らざるを得なくなった。バディをよく世話しに施設に来ていたのは継母のテディで、次男ポールや妹サンドラは音信不通だった。テディは取材の数週間前に人気番組60ミニッツに出演し、「3億ドル資産」という世間の噂を「デマで馬鹿げている」と語っていた（同レポート）。結局バディはその施設を追い出されて間もなく貧窮のうちに死亡した。

## エピソード
- ルチアーノとの出会いはユダヤ人の用心棒などをやっていたルチアーノが、小柄だったランスキーに目を付けて自分を雇わせようとしたのが発端で、ランスキーは用心棒など要らないと突っぱねた。ランスキーが体格で大きく上回る自分に断固とした態度をとってきたことに驚いたと言い、以降無二の親友となった。身長は低く160前後だったという。
- 第二次世界大戦直後、ユダヤ人国家であるイスラエル建国のため、ユダヤ人地下組織に多数の武器を提供したとされる。イスラエルはいかなるユダヤ人にも市民権を与える帰還法の申請を、多額の献金を受けていたにもかかわらず、ランスキーに認めなかった（アメリカ政府の圧力による）。
- ラスベガスでは彼の言葉がそのまま法律になったと言う。まわりは彼のことをミスター・ランスキーと敬意を払って呼んでいた。
- ビジネスライクな公正さと誠実さで暗黒街ボスたちから絶大な信頼を得た。
- 少年時代満足な教育を受けなかったコンプレックスから生涯読書家で通した。数字に強く、経済学の研究書を読み、経済感覚に秀でていた。マネーロンダリングの創始者とも言われた。
- 人と会う時は賑やかな街中で会い、公衆電話を多用した。1960年代からマイアミの自宅に盗聴器が仕掛けられていた[24]。
- 非合法の活動を60年以上続ける中で、刑務所で過ごしたのは総計3ヶ月半。彼が長年摘発を免れたのはフーヴァーFBI長官と密約があったからだなどと噂された[2]。
- 晩年のランスキーから「自分が死んでも生活の心配はない」と言われていた妻のテディは、ランスキーが死んでいざ彼の顧問弁護士に相談してみると全く要領を得ない答えが返ってきた。しばらくして、ジェノヴェーゼ一家幹部で長年ランスキーの補佐役を務めたヴィンセント・アロがテディを訪れ、預かっていたものの返却だと12万5千ドルを置いていった。テディはこの金で優雅に余生を送ったという[14]。
- ロウアー・イースト・サイドのデランシーストリートのユダヤ料理屋ラトナーズがお気に入りの店だった。禁酒法時代は、店の奥の回転ドアの裏側にVIPルームがあり、バグジーと共に作戦会議を開くなどアジトに使った。ラトナーズは2002年まで営業していた[27][28]。
- エルヴィス・プレスリー御用達の洋品店として名高いランスキー・ブラザーズはランスキーの甥の店である。
- ランスキーの孫は日本で『マフィアグッズ専門店 Japan Meyer Lansky』を展開。モブミュージアムで遺品の管理も務めている[29]。

## 題材にした作品
映画
- 『モブスターズ/青春の群像』(1991年) 演：パトリック・デンプシー
- 『バグジー』(1991年) 演：ベン・キングズレー
- 『ランスキー アメリカが最も恐れた男』(1999年) 演：リチャード・ドレイファス
- 『ギャング・オブ・アメリカ』(2021年) 演：ハーヴェイ・カイテル（青年期：ジョン・マガロ）

また、映画『ゴッドファーザーPARTII』に登場するユダヤ系ギャング・ハイマン・ロスはランスキーがモデルである。